# Paide Linnameeskond
Paide Linnameeskond, är en estländsk fotbollsklubb från Paide, Estland, som spelar i Meistriliiga, den högsta divisionen i estländsk fotboll. Klubben grundades år 2004 och spelar sina hemmamatcher på Paide linnastaadion, som har en kapacitet på 500 åksådare. 
Paide har spelat i den estländska högsta divisionen sen säsongen 2009 och har sedan dess inte degraderats. Klubben har vunnit den estländska cupen en gång (2021/22) och den estländska supercupen en gång (2023). 

## Arena
Paide spelar sedan grundadet av klubben sina hemmamatcher Paide linnastaadion, som har en kapacitet på 500 åskådare. Arenan är både sett till kapacitet och planstorlek den minsta arenan i Meistriliiga. Detta har lett till att nära Paide spelat Europa-tävlingar har klubben tvingats att byta spelort till huvudstaden Tallinn och arenor såsom A. Le Coq Arena och Kadriorg Stadium.
År 2021 tillkännagav Paide sin plan att bygga en ny och modern fotbollsarena, som klubben siktar på att ha klar senast 2028.

## Placering tidigare säsonger
| Säsong | Nivå | Liga         | Placering | Referens | Notering |
| ------ | ---- | ------------ | --------- | -------- | -------- |
| 2009   | 1    | Meistriliiga | 9         | [ 4 ]    |          |
| 2010   | 1    | Meistriliiga | 8         | [ 5 ]    |          |
| 2011   | 1    | Meistriliiga | 6         | [ 6 ]    |          |
| 2012   | 1    | Meistriliiga | 6         | [ 7 ]    |          |
| 2013   | 1    | Meistriliiga | 5         | [ 8 ]    |          |
| 2014   | 1    | Meistriliiga | 6         | [ 9 ]    |          |
| 2015   | 1    | Meistriliiga | 7         | [ 10 ]   |          |
| 2016   | 1    | Meistriliiga | 6         | [ 11 ]   |          |
| 2017   | 1    | Meistriliiga | 6         | [ 12 ]   |          |
| 2018   | 1    | Meistriliiga | 5         | [ 13 ]   |          |
| 2019   | 1    | Meistriliiga | 4         | [ 14 ]   |          |
| 2020   | 1    | Meistriliiga | 2         | [ 15 ]   |          |
| 2021   | 1    | Meistriliiga | 3         | [ 16 ]   |          |
| 2022   | 1    | Meistriliiga | 3         | [ 17 ]   |          |
| 2023   | 1    | Meistriliiga | 4         | [ 18 ]   |          |
| 2024   | 1    | Meistriliiga | 3         | [ 19 ]   |          |